# БМП-К-64
БМП-К-64 — перспективна восьмиколісна бойова машина піхоти, розроблена в Україні з використанням броньового корпусу, вузлів і агрегатів танка Т-64. Від існуючих зразків колісних БТР/БМП відрізняється протиснарядним бронюванням і переднім розміщенням моторно-трансмісійного відділення, що значно підвищує захищеність екіпажу. Нижня частина має додатковий протимінний захист. За цими ознаками БМП можна віднести до категорії машин MRAP - Mine Resistant Ambush Protected, тобто з підвищеною стійкістю до вибухів мін і захистом від нападів із засідки. При цьому, однак, заяви про те, що БМП-К-64 можна вважати машиною класу MRAP, навряд чи будуть коректними. Продемонстрований прототип перспективної важкої бойової машини піхоти не мав декількох характерних рис техніки класу MRAP. Прототип БМП-К-64 зі зрозумілих причин не мав спеціальної V-образного днища, а також не оснащувався спеціальними кріслами, поглинаючими частину енергії вибуху міни. Характерною рисою машини є також розміщення дверей десанту в кормовій частині, що дозволяє десантування під прикриттям броньового корпусу машини. Гідростатична трансмісія дозволяє великий корисний об'єм бойового відділення і низький силует. Поворот за рахунок гальмування коліс одного борту передбачає малий радіус повороту, що робить машину вкрай зручною для використання в міських умовах, зокрема при проведенні миротворчих операцій.
За бажанням замовника машина може бути виконана з механічною або електричною трансмісіями.
Бойовий модуль - за бажанням замовника. ХБТРЗ пропонує вежу із зовнішнім розміщенням 30 мм гармати 2A42, 7,62 мм кулеметом ПКТ, боєприпасами, системою стабілізації і телевізійним прицілом, незалежною стабілізацією, камерами широкого і вузького поля зору, тепловізором і лазерним далекоміром. 
Можливий монтаж більш потужного озброєння, наприклад, гармати калібром до 90 мм. 
Комбіноване бронювання корпусу БМП-К-64 аналогічне захисту БМПВ-64. Лоб корпусу витримує попадання снарядів 105-мм гармат, борту - 30-міліметрових. Заявлені заходи передбачені для підвищення стійкості до мін. Для цього днище машини посилено додатковим бронюванням. Це захищає екіпаж при вибуху протитанкової міни ТМ-72. Рівень захисту стандарту НАТО STANAG 4569 - 4а. Уніфікація колісної БМП з гусеничною дозволяє говорити про можливість застосування систем динамічного і активного захисту. Як опція можливе оснащення фронтальної та бокової проєкції динамічним захистом, а даху спеціальним термопокриттям стандарту "Snatch-Chile". 

## Технічні характеристики
Короткі ТТХ БМП-64К:
- Вага (без озброєння) — 17.7 тонн
- Габарити (ДхШхВ) — 6000х3100х1900 мм
- Борт — 82 +20
- Корма — 40
- Ніс — 270–300
- Висота відсіку десанту — 1.3 м
- Кліренс — 450 мм
- Десант — 8 (+2-3 екіпаж)
- Швидкість — 105 км/год
- Запас ходу — 800 км
- Двигун 550 (3ТД) або 700 к.с. (5ТДФ)